# デビッド・フィンレー
デビッド・スティーブン・フィンレー三世（David Stephen Finlay III、1993年5月16日 - ）は、北アイルランドの男性プロレスラー。ドイツ・ニーダーザクセン州ハノーファー出身。新日本プロレス所属。リングネームは「デビッド・フィンレー」。
父親はアメリカのメジャー団体であるWCW、WWEで活躍したデイブ・フィンレーであり、4世レスラーになる、また弟のブロガン・フィンレーもレスラーである。

## 来歴
2012年12月22日、ハノーファーを拠点とするインディー団体であるEWP（European Wrestling Promotion）にてビッグバン・ウォルターを相手にプロレスラーデビューを果たすが反則攻撃を受けて試合が終わる。同日のメインイベントでは父のデイブ・フィンレーと親子タッグを組んでイングランドプロレス界の雄であるダニー・コリンズ & ロビー・ブルックサイドの胸を借りてアイリッシュ・ストリートマッチを行い勝利した。
プロレスラーデビュー以降、しばらく活動を停止していたが2014年より復帰。4月19日、アメリカのジョージア州を拠点とするUIW（Universal Independent Wrestling）にてジョニー・スウィンガーと組んでユージュアル・サスペクツ（AJスティール & マーダー1）と対戦して勝利した。7月よりイングランドへと渡り、ASW（All Star Wrestling）に参戦してオリバー・グレイ、ジョン・スカイラーといったレスラー達と対戦。10月10日、トニー・セント・クレアーが主宰し、ハノーファーを拠点とするインディー団体であるPOW（Power of Wrestling）に参戦。POWジュニア初代王者決定トリプルスレットマッチにてスコッティ・サクストン、ヴェイト・ミューラーと対戦して勝利し、王座を戴冠した。
2015年1月31日、マイキー・ウィップレックが主宰し、ニューヨーク州を拠点とするNYWC（New York Wrestling Connection）にてグリム・リーファーと対戦するが敗戦した。5月7日、新日本プロレスが開催するBEST OF THE SUPER Jr. XXIIに出場する事が発表された。BEST OF THE SUPER Jr. XXIIではBブロックでエントリーされ、未勝利のまま勝ち点0という結果に終わった。6月8日、新日本プロレスに入団することが発表された。

### 新日本プロレス / IMPACT Wrestling

#### 本隊時代

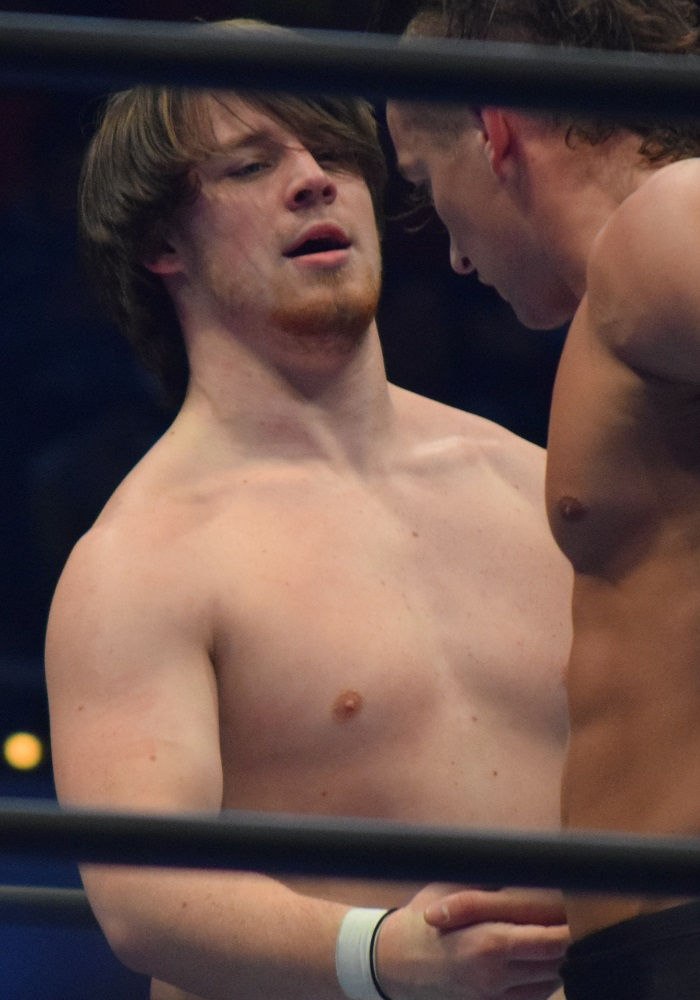
2016-02-11

2016年5月、BEST OF THE SUPER Jr.に出場予定とされていたマット・ジャクソンが負傷欠場になったことにより、リザーバーとして出場。同月29日大阪大会にて、外道から勝利を収める活躍を見せた。9月25日神戸大会で小島聡、リコシェと共にヤングバックス&アダム・コールが持つNEVER無差別級6人タッグ王座に挑戦。リコシェがシューティングスタープレスでニック・ジャクソンを沈め、第8代王者となる。10月18日、魚沼大会でロッキー・ロメロ＆ウィル・オスプレイ＆バレッタの挑戦を受けるも、得意技のPrima Noctaでロメロから3カウントを奪い防衛した。
2017年1月4日東京ドーム大会でEVIL&SANADA&BUSHI組に敗れ王座陥落。
2018年4月24日後楽園ホール大会でジェイ・ホワイトの持つIWGP USヘビー級王座に挑戦したが、惜しくも敗れフィンレーの王座戴冠は叶わなかった。

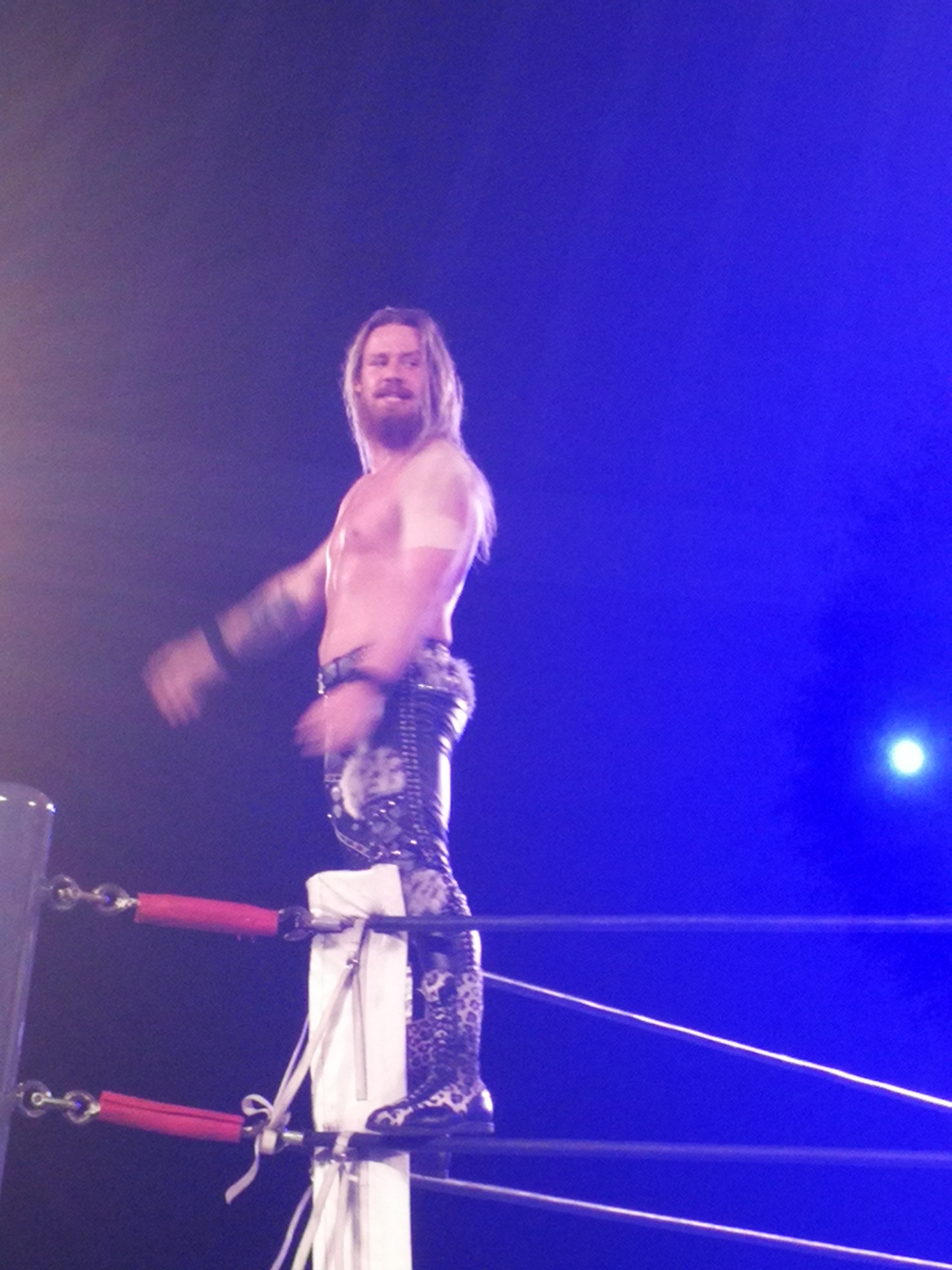
2019-12-02

2019年2月23日後楽園ホール大会で左肩を負傷し、シリーズを欠場。10月14日両国国技館大会・IWGP USヘビー級選手権試合後、約8か月ぶりに新日本マットに登場するとランス・アーチャーの暴行でピンチを迎えたジュース・ロビンソンを救出。11月9日サンノゼ大会でIWGP USヘビー級王座に挑戦するもアーチャーに敗れベルト戴冠ならず。また盟友であるジュースと共に『WORLD TAG LEAGUE 2019』エントリーし、EVIL・SANADA組を破って初優勝を果たした。
2020年1月4日東京ドーム大会にてゲリラズ・オブ・デスティニー(タマ・トンガ&タンガ・ロア)が持つIWGPタッグ王座に挑戦。途中、邪道の介入などもあったが、見事勝利し悲願の王座戴冠を果たし第85代王者となった。2月1日、アメリカ・ジョージア州アトランタで行われたTHE NEW BEGINNING USAのメインイベントで前王者チームG.O.D.とのリマッチに敗れ、王座を奪還された。
2021年2月16日（現地時間）、フィンレーはインパクト・レスリングにジュースとのタッグで出場し、リノ・スカム（アダム・ソーンストウ&ラスター・ザ・レジェンド組）と対戦、フィンレーの雪崩式ブレーンバスターからジュースのフロッグスプラッシュで勝利を収めた。試合後、ザ・グッドブラザーズ（カール・アンダーソン&ドク・ギャローズ組）が入場ゲートに姿を現れ、舌戦を繰り広げた。
2022年、G1 CLIMAXに初出場。Dブロックにエントリーされ、フィンレーのブロック突破とはならなかったがジュース・鷹木信悟・更にはUSヘビー級王者のウィル・オスプレイといった実力者から勝利を上げた。
2023年2月18日（現地時間）の新日本サンノゼ大会にて、ルーザーリーブ・ニュージャパン・マッチに敗れたホワイトが試合後マイクを握ったところを襲撃し、シレイリによる殴打でノックアウト。試合後、フィンレーはマイクを奪い取り、ホワイトが新日本というホームがありながら離れようとする事、自らがどこの国でも「ガイジン」扱いされることへの不満を爆発させ、ホワイトと観客を大いに挑発した。

#### BULLET CLUB時代
2023年3月6日、大田区総合体育館にて行われたNEW JAPAN CUP 2023一回戦にて、フィンレーはBULLET CLUBへの加入を表明し外道をセコンドに連れて入場。石井智宏からトラッシュ・パンダで3カウントを奪うと、試合後のマイク・パフォーマンスでフィンレーは外道よりBULLET CLUBの次期リーダーとして紹介された。
その後、フィンレーは4月の両国大会で自分のやり方に不満を持っていたエル・ファンタズモをBULLET CLUBから追放し、タマ・トンガの持つNEVER無差別級王座に挑戦表明した。5月3日、福岡大会でのNEVER無差別級王座戦で、フィンレーはパワーボムやINTO OBLIVIONを何度も敢行してタマを完膚なきまでに叩きのめし、ベルトを奪取した。
6月4日のDOMINIONで、フィンレーは自ら追放したエル・ファンタズモとベルトを懸けて戦った。試合はクラーク・コナーズ、ドリラ・モロニー、ゲイブ・キッド、アレックス・コグリンの助けもあり、初防衛に成功した。試合後、フィンレーはこの日加入したメンバーでBULLET CLUB内ユニット「WAR DOGS」を結成することを発表した。
7月からのG1 CLIMAXではCブロックにエントリー。5勝2敗で準々決勝に初進出したが、ウィル・オスプレイに敗北したため、8強止まりとなった。

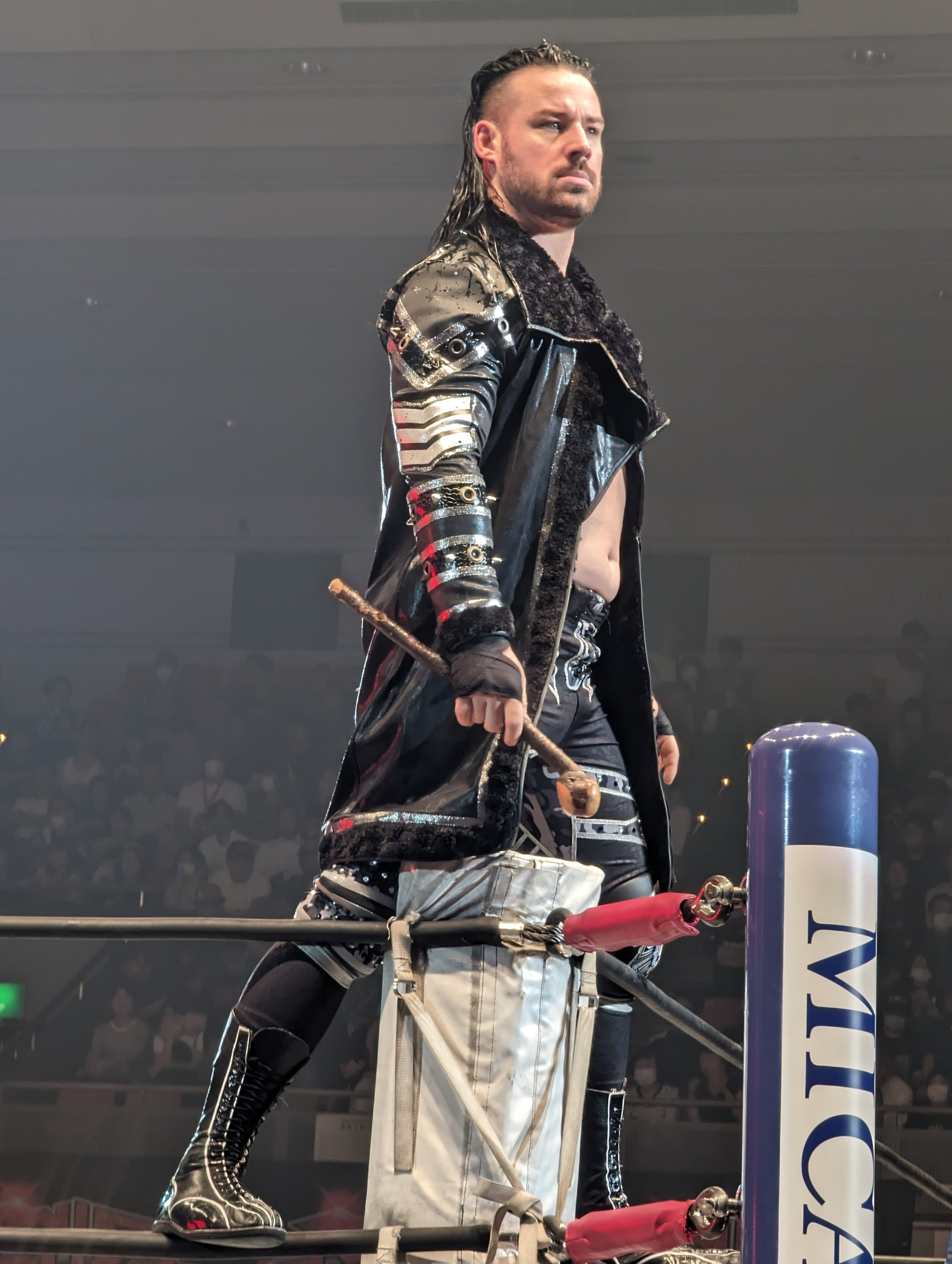
2023年11月4日

10月9日、両国国技館大会でタマとNEVER無差別級王座戦に敗北し、王座陥落。
11月4日の大阪大会にてIWGP USヘビー級王座（IWGP UKヘビー級王座）防衛直後のウィル・オスプレイとジョン・モクスリーの睨み合いの最中に急襲し、ベルトをハンマーで粉砕する。
2024年1月4日東京ドームで、IWGP USヘビー級王座に代わり新設されたIWGP GLOBALヘビー級王座を賭けて3WAYマッチを行い、オスプレイを破って初代王者に輝く。試合後は、大会を観戦していたニック・ネメスと場外乱戦になり、王座を賭けた因縁が勃発する。さらに、翌日の墨田区総合体育館大会では、自身が率いるWAR DOGSとオスプレイが率いるUNITED EMPIREとの間で抗争となる。
2024年2月11日、オスプレイの新日本所属ラストマッチにしてUNITED EMPIREとのユニット対抗戦として、ノーDQルールの金網マッチを要求し、流血を伴う死闘の末にオスプレイから勝利する。同月、GLOBAL王座を賭けたニック・ネメス戦で王座陥落を喫するが、5月4日の福岡大会2日目で急きょ決定したリベンジマッチに勝利して王座を奪還。以降はSANADA、YOSHI-HASHI、後藤洋央紀、タイチを相手に防衛を重ねるが、2025年1月4日の東京ドーム大会で辻陽太に敗北し、王座を失う。
再帰を図る2025年3月のNEW JAPAN CUP2025では、一方的にBULLET CLUB追放を宣告したEVILに勝利するなどトーナメントを勝ち進み、最終的には決勝戦で海野翔太を撃破して優勝を果たす。

## 得意技
OVER KILL　
INTO OBLIVION
アイリッシュカース
投げ捨て式パワーボム
ターンバックル・パワーボム
ブレーンバスター
カナディアン・ハンマー
Prima Nocta

## 入場テーマ曲
- SAMURAI ROCK

新日本プロレス参戦時における入場テーマ。2015年5月 - 2019年11月使用。
- ROCK'N ROLL

新日本プロレス参戦時における入場テーマ。2019年11月 - 2022年5月使用。
- Final Warning

新日本プロレス参戦時における入場テーマ。2022年7月 - 2023年2月使用。
- Generations

BULLET CLUBリーダー就任後の新日本プロレス参入テーマ。 2023年3月から現在まで使用。

## タイトル歴
新日本プロレス

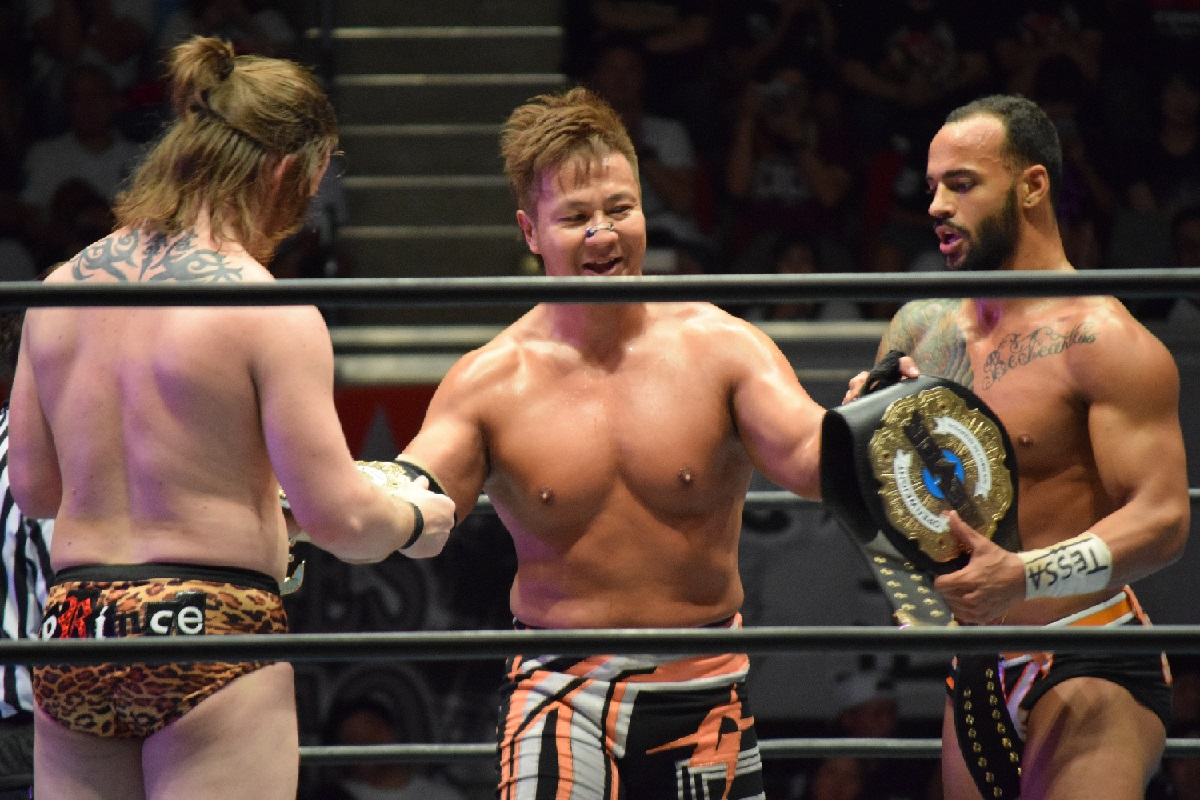
NEVER無差別級6人タッグ王座を手にするフィンレー（左）、小島（中）、リコシェ（右）

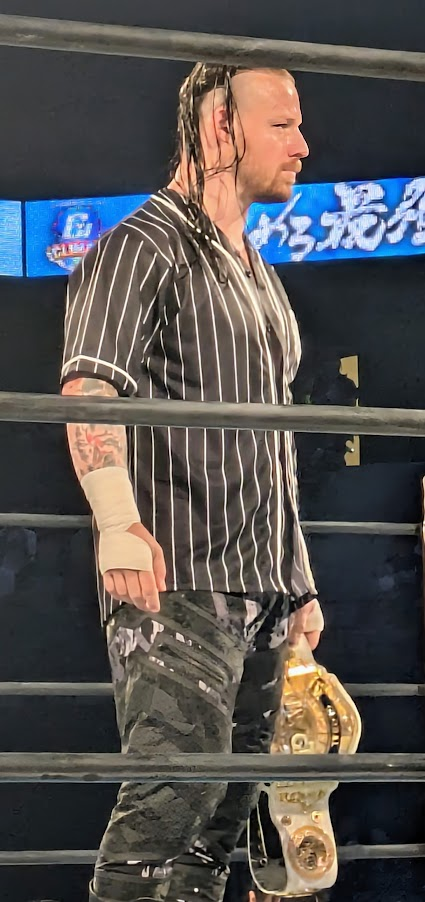
IWGP GLOBALヘビー級王座を手にするフィンレー

- IWGP GLOBALヘビー級王座 : 2回（初代、第3代）
- IWGPタッグ王座 : 1回（第84代,w / ジュース・ロビンソン）
- NEVER無差別級王座 : 1回（第39代）
- NEVER無差別級6人タッグ王座 : 1回（第8代,w /小島聡&リコシェ）
- NEW JAPAN CUP 優勝 : 1回（2025年）[26]
- WORLD TAG LEAGUE 優勝 : 1回（2019年,w / ジュース・ロビンソン）

インパクト・レスリング
- インパクト・タッグ王座 : 1回（w / ジュース・ロビンソン）

POW
- POWジュニア王座 : 1回